# Larré, Morbihan
Larré (tiếng Breton: Lare) là một xã ở tỉnh Morbihan trong vùng Bretagne tây bắc Pháp. Xã này có diện tích 17,02 km², dân số năm 1999 là 639 người. Khu vực này có độ cao từ 22-131 mét trên mực nước biển.
Cư dân của Larré danh xưng trong tiếng Pháp là Larréens.